# 光明駅 (京畿道)

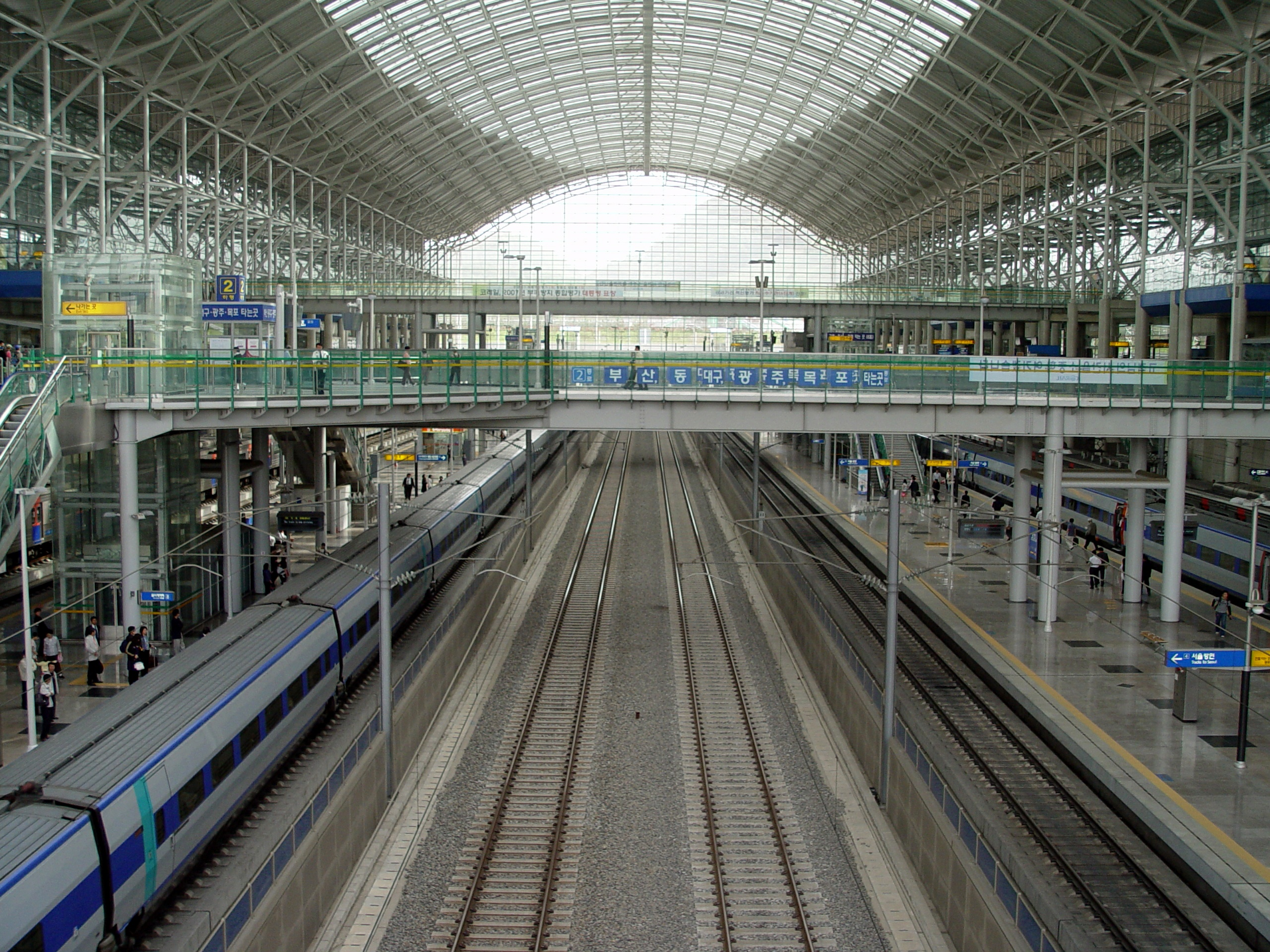
駅構内の様子

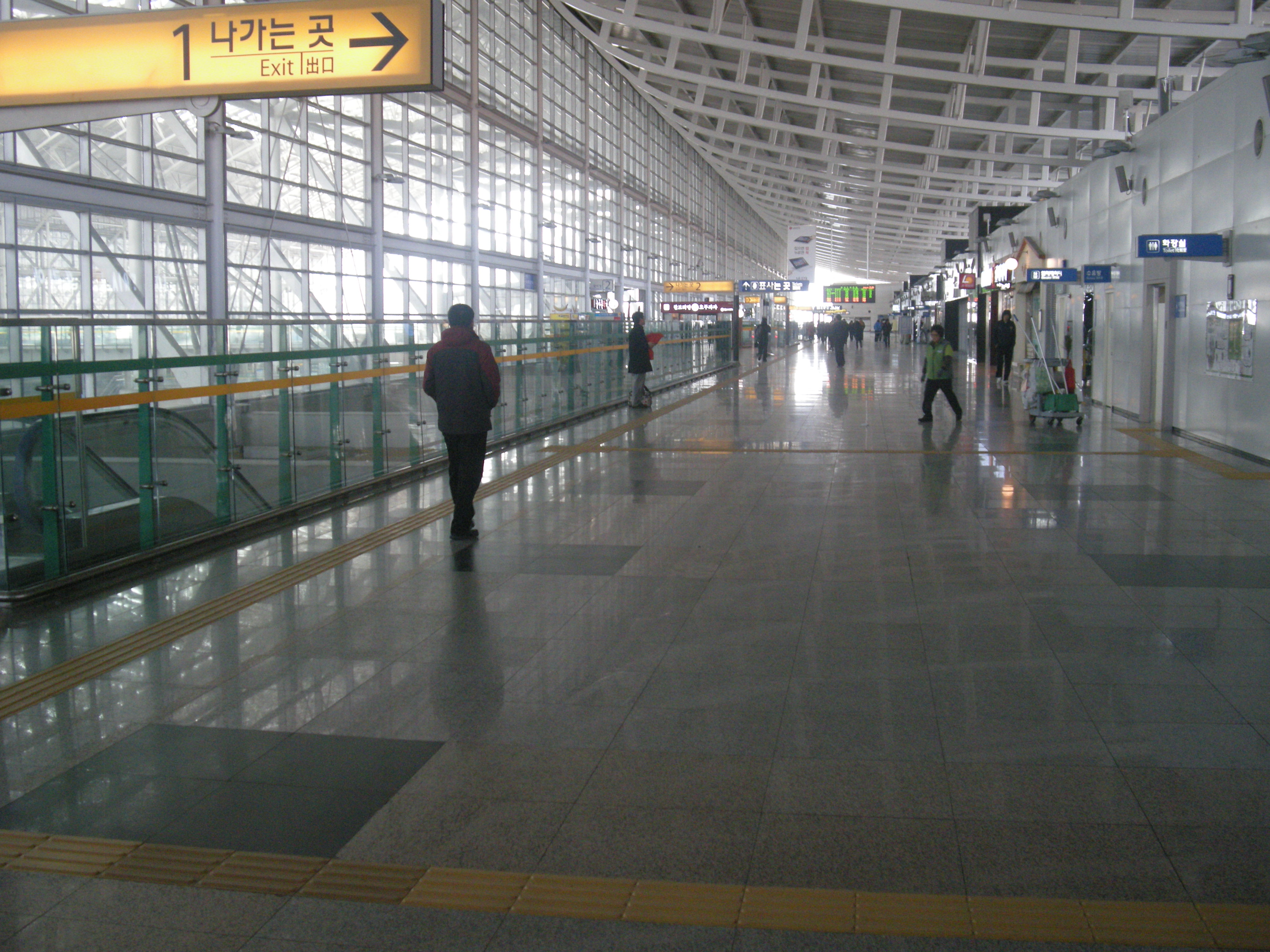
西側コンコース

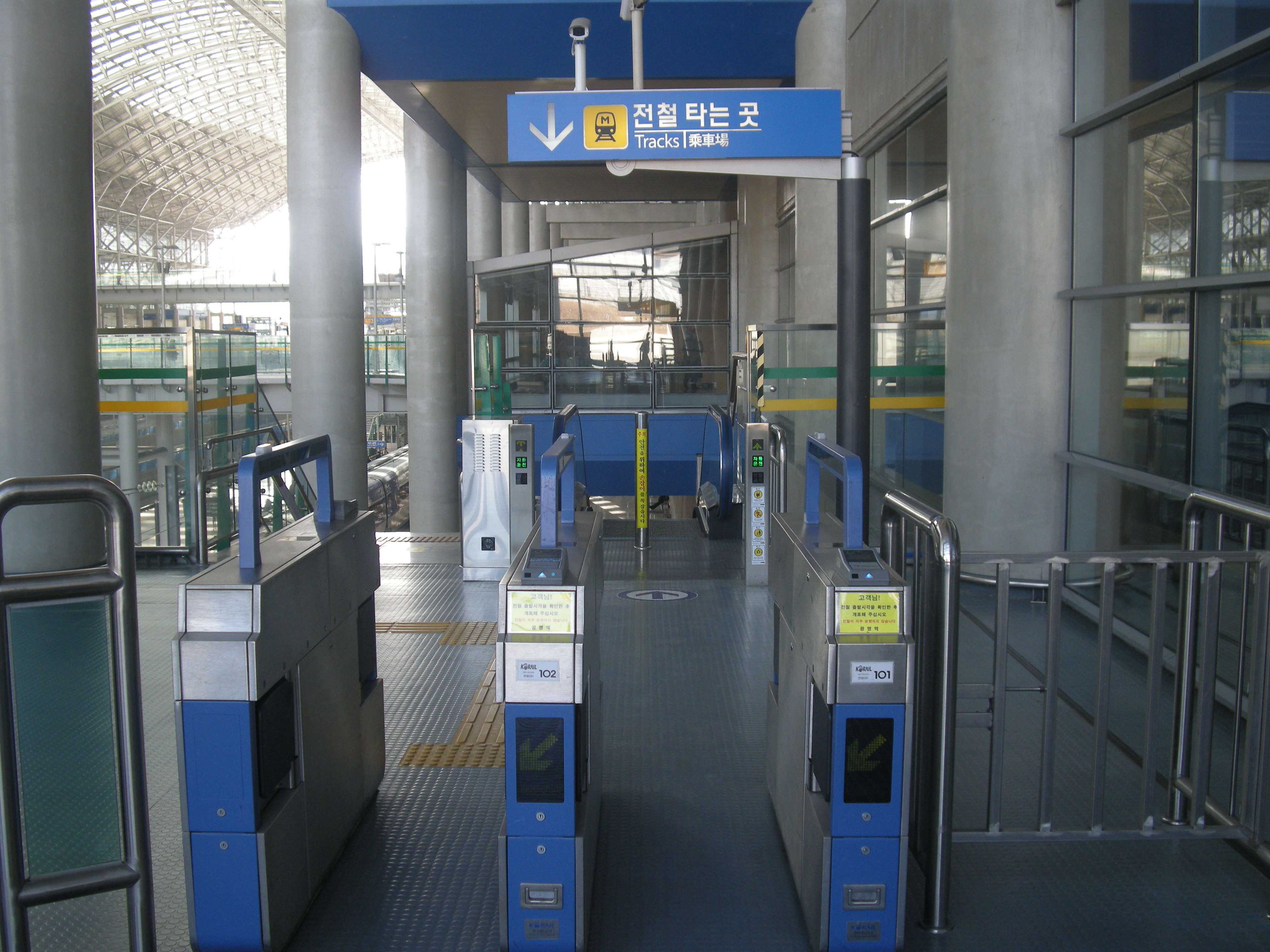
電鉄乗車改札口

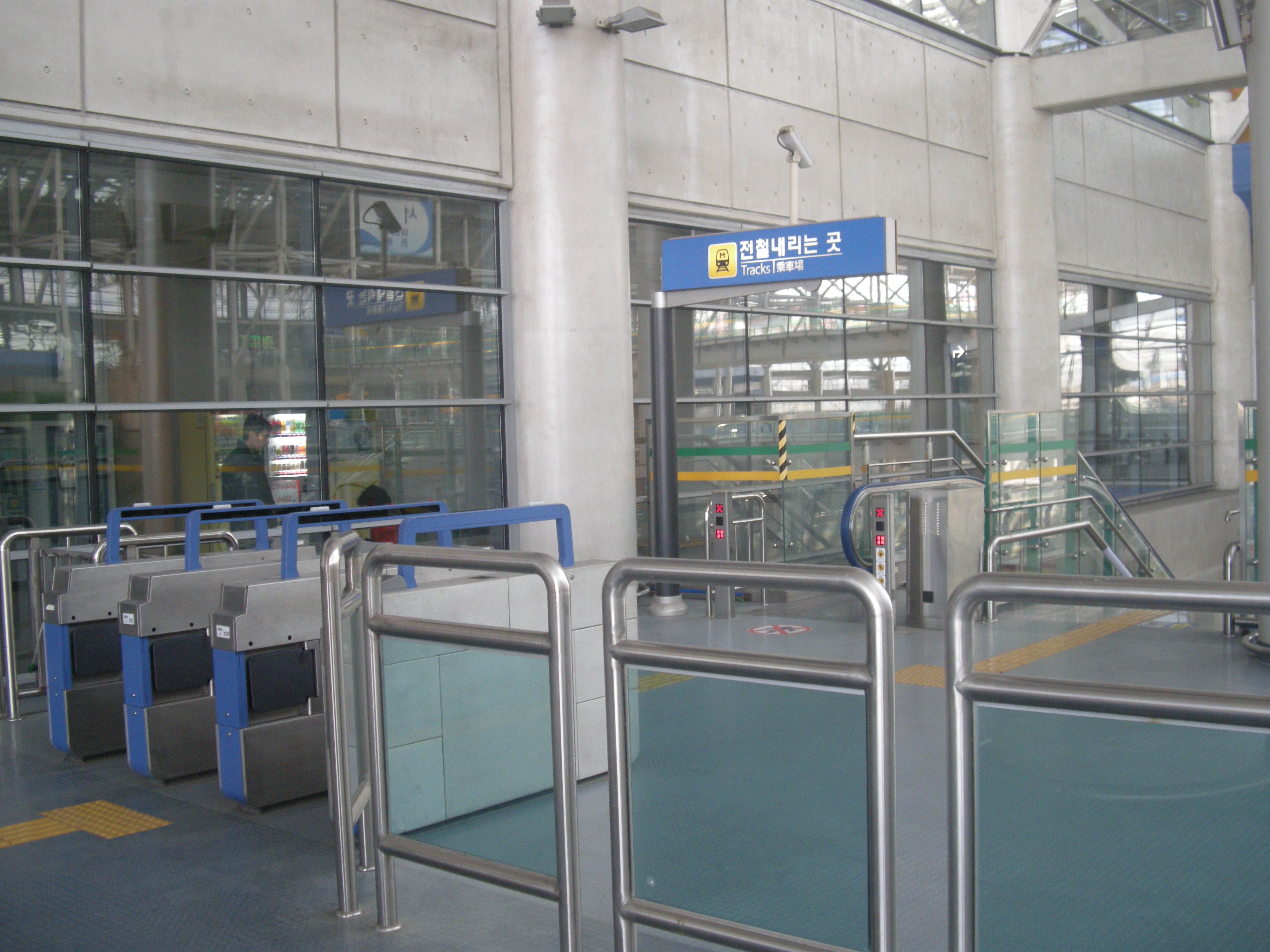
電鉄下車改札口

光明駅（クァンミョンえき）は、大韓民国京畿道光明市日直洞にある、韓国鉄道公社（KORAIL）の駅である。

## 概要
首都圏西南部地域に需要がある永登浦駅に代わる駅として、元々はKTXのターミナル駅として建設された。開業当初は光明市の郊外に位置するのにもかかわらず、アクセスが悪く利用客が少なかったが、永登浦 - 光明間の光明シャトル（首都圏電鉄1号線）の運行開始や、光明駅経由のバス路線の拡充などの施策により、アクセスが大幅に改善されて利用者が増加した。また、開業後には駅周辺の再開発も行われた。
KTXの全列車停車駅ではないものの、大多数の列車が停車し、京釜高速線の停車駅の中ではソウル駅、釜山駅、東大邱駅、大田駅に次いで5番目に利用客が多い。なお、当駅は京釜高速線上にある駅で唯一SRTが停車・経由しない駅である。
2018年1月17日、当駅に韓国都心空港・ソウル駅都心空港ターミナルに次ぐ、国内3つ目となる「光明駅都心空港ターミナル」が開業し、仁川国際空港を出発する国際線の搭乗手続きが可能となった。直行リムジンバスで仁川国際空港まで約45分を結び、従来のソウル駅・龍山駅経由の場合と比べ、地方から仁川国際空港への所要時間が40分程度短縮された。
また、将来的には新安山線や京江線も当駅に乗り入れる計画がある。

## 歴史
- 1994年10月14日 - 駅の位置が確定。
- 1999年12月 - 駅舎着工。
- 2000年8月28日 - 駅名を南ソウル駅（仮称）から光明駅に変更。
- 2004年
  - 3月27日 - 駅舎竣工。
  - 4月1日 - 京釜高速線1期開通と共に営業開始。
- 2005年6月10日 - 冠岳駅 - 光明駅間の直通シャトルバスの運行を開始。
- 2006年12月15日 - 光明シャトル（龍山駅 - 光明駅間）の運行を開始。
- 2008年12月1日 - 光明シャトルの始発駅を永登浦駅に変更、1編成を10両から4両に短縮。
- 2012年
  - 6月30日 - 冠岳駅 - 光明駅間の直通シャトルバスの運行を終了、マウルバスに切り替え。
  - 12月4日 - KORAILの大幅な駅員削減方針に伴い配置簡易駅に格下げ。
- 2016年9月24日 - 首都圏電鉄京江線板橋駅開業に伴い、駅番号をK410からP144-1に変更。
- 2017年1月11日 - 光明駅 - 舎堂駅間直通シャトルバス（8507番）運行開始。KORAILの子会社であるコレールネットワークス（朝鮮語版）が運行する。
- 2018年1月17日 - 光明駅都心空港ターミナルが開業。
- 2024年12月16日 - 2020年4月以降休業状態だった光明駅都心空港ターミナルが再オープン。

## 駅構造
1階はコンコース階、地下1階は改札階、地下2階はホーム階構造の地下駅（掘削型地下駅）。コンコースは東側と西側の2つに分かれている。出入口は東側に4ヵ所、西側に4ヵ所の計8ヵ所存在する。
KTX用のゲートは上下ホーム別で設置されており、上り、下りで2か所ずつある。光明シャトル用の改札口も上下ホーム別で設置されていて完全に分離されており、下りホーム（降車ホーム）に立ったら改札を出る以外に移動手段はない。
2面2線の相対式ホームが島式ホーム2面4線および通過線2線を挟む形の合計4面8線を有する。両端のホームは電鉄線の一部である光明シャトルの電車が入線できるように高床ホームとなっている。
2010年11月1日の京釜高速線2期区間開業時より、KTXの当駅始発・終着列車が設定されていたが、2016年12月9日のダイヤ改正で廃止された。

### のりば
※光明シャトル用ホームにはのりばの番号は設定されていない。
| 電鉄上り | 光明シャトル      | 衿川区庁・九老・永登浦方面                     |
| 1・3     | KTX               | 龍山・ソウル・幸信方面                         |
| 2・4     | KTX（京釜高速線） | 大田・東大邱・釜山・馬山・晋州・浦項方面       |
| 2・4     | KTX（湖南高速線） | 益山・光州松汀・木浦・麗水エキスポ・西大田方面 |
| 電鉄下り | 光明シャトル      | 当駅止まり                                     |

## 利用状況
| 年度   | 年度 | 年度 | 利用人員  | 利用人員      | 利用人員  |
| 年度   | 年度 | 年度 | KTX       | 光明 シャトル | 計        |
| ------ | ---- | ---- | --------- | ------------- | --------- |
| 2004年 | 下り | 乗車 | 800,468   | 未開通        | 800,468   |
| 2004年 | 下り | 降車 | 3,273     | 未開通        | 3,273     |
| 2004年 | 上り | 乗車 | 7,255     | 未開通        | 7,255     |
| 2004年 | 上り | 降車 | 803,614   | 未開通        | 803,614   |
| 2005年 | 下り | 乗車 | 1,811,251 | 未開通        | 1,811,251 |
| 2005年 | 下り | 降車 | 16,571    | 未開通        | 16,571    |
| 2005年 | 上り | 乗車 | 17,930    | 未開通        | 17,930    |
| 2005年 | 上り | 降車 | 1,756,156 | 未開通        | 1,756,156 |
| 2006年 | 下り | 乗車 | 2,227,519 | 終着          | 2,227,519 |
| 2006年 | 下り | 降車 | 20,115    | 7,019         | 27,134    |
| 2006年 | 上り | 乗車 | 21,913    | 9,964         | 31,877    |
| 2006年 | 上り | 降車 | 2,178,453 | 始発          | 2,178,453 |
| 2007年 | 下り | 乗車 | 2,494,066 | 47,348        | 2,541,414 |
| 2007年 | 下り | 降車 | 18,488    | 186,473       | 204,961   |
| 2007年 | 上り | 乗車 | 21,624    | 257,375       | 278,999   |
| 2007年 | 上り | 降車 | 2,480,548 | 26,305        | 2,506,853 |
| 2008年 | 下り | 乗車 | 2,636,641 | 終着          | 2,636,641 |
| 2008年 | 下り | 降車 | 18,922    | 291,577       | 310,499   |
| 2008年 | 上り | 乗車 | 21,667    | 420,244       | 441,911   |
| 2008年 | 上り | 降車 | 2,667,038 | 始発          | 2,667,038 |
| 2009年 | 下り | 乗車 |           |               |           |
| 2009年 | 下り | 降車 |           |               |           |
| 2009年 | 上り | 乗車 |           |               |           |
| 2009年 | 上り | 降車 |           |               |           |
| 2010年 | 下り | 乗車 | 2,863,266 | 終着          | 2,863,266 |
| 2010年 | 下り | 降車 | 26,948    | 387,738       | 414,686   |
| 2010年 | 上り | 乗車 | 32,200    | 512,424       | 544,624   |
| 2010年 | 上り | 降車 | 2,909,296 | 終着          | 2,909,296 |
| 2011年 | 下り | 乗車 | 3,161,729 | 終着          | 3,161,729 |
| 2011年 | 下り | 降車 | 37,510    | 442,976       | 480,486   |
| 2011年 | 上り | 乗車 | 42,398    | 536,783       | 579,181   |
| 2011年 | 上り | 降車 | 3,214,202 | 始発          | 3,214,202 |
| 2012年 | 下り | 乗車 |           |               |           |
| 2012年 | 下り | 降車 |           |               |           |
| 2012年 | 上り | 乗車 |           |               |           |
| 2012年 | 上り | 降車 |           |               |           |

## 駅周辺
今後も開発が推進され、住宅団地・産業団地が増設される見込みとなっている。
- 西海岸高速道路光明駅インターチェンジ
- コストコ光明店
- 光明総合バスターミナル：市外バスや高速バスが発着する。
- イケア光明店

## バス路線
詳細は「光明総合ターミナル」を参照。
- KTXシャトルバス（直行座席バス8507系統）：所下洞 - イケア光明店 - 当駅 - 江南循環路経由 - 舎堂駅。往路のみ、ソウル大入口駅経由。5-10分間隔で270便運行。運賃は交通カードで2,800ウォン。（2017年1月11日より[8]。）
- KTXリムジンバス（広域バス6770系統）：当駅 - 第三京仁高速化道路・仁川大橋経由 - 仁川国際空港。光明駅行きのみ、松島国際橋経由。20～30分間隔で運行。運賃は特例運賃の16,000ウォン。KTXとの乗り継ぎ乗車券発行時、3,000ウォン割引。（2018年1月17日より）
- かつては、仁川の富平駅、源仁斎駅、青羅国際都市駅、富川市の松内駅の各駅と当駅を結ぶ、KTXシャトルバスが運行されていたが、乗客が少なくわずか半年で廃止になっている。

## 隣の駅
韓国鉄道公社
京釜高速線
■ KTX
ソウル駅 - 光明駅 - 天安牙山駅
湖南高速線
■ KTX
龍山駅 - 光明駅 - 天安牙山駅
 1号線
光明シャトル
衿川区庁駅 (P144) - 光明駅 (P144-1)